# Sadelmakarens hus

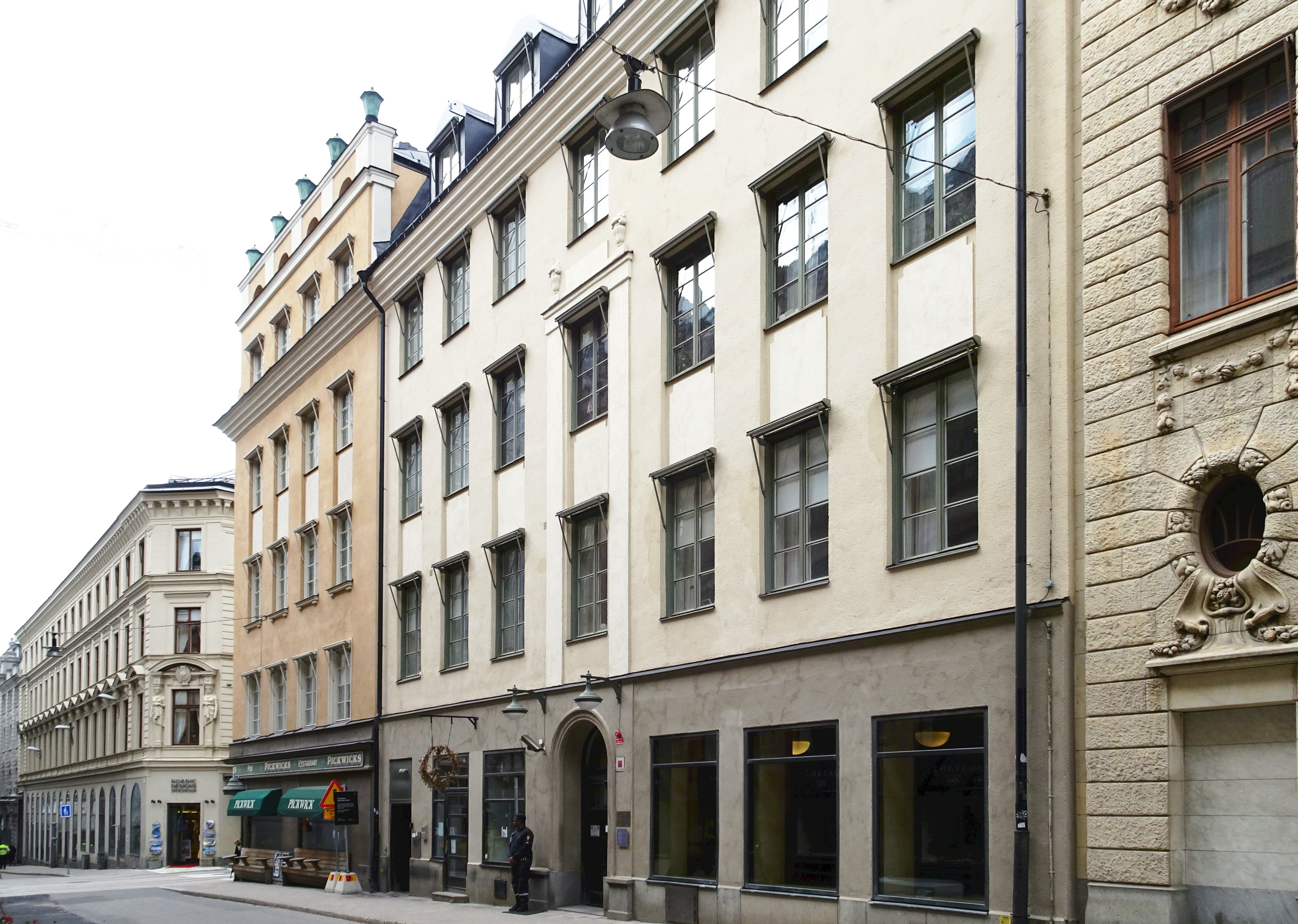
Sadelmakarens hus, sett från Fredsgatan, juli 2020.

Sadelmakarens hus kallas en byggnad i kvarteret Johannes större i hörnet Drottninggatan 6 / Fredsgatan 6 i centrala Stockholm. Fastighetens byggnader uppfördes på 1640-talet och förvärvades av staten 1967 samt byggdes 1994–1995 om för Regeringskansliet. Byggnaden är skyddad som statligt byggnadsminne och grönmärkt av Stadsmuseet i Stockholm, vilket innebär att den anses vara ”särskilt värdefull från historisk, kulturhistorisk, miljömässig eller konstnärlig synpunkt”.

## Historik

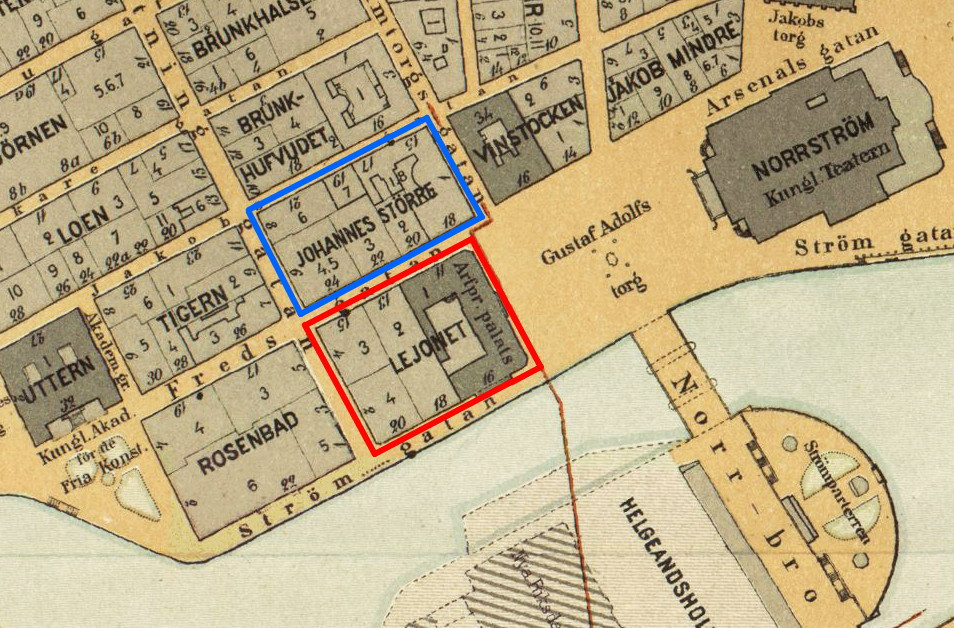
Kvarteret Johannes större (blå) och kvarteret Lejonet (röd), 1899.

Hörnhuset Drottninggatan 6 / Fredsgatan 6 består av två fastigheter Johannes större 4 och 5 som idag ingår i Johannes större 9 vilket omfattar hela kvarteret Johannes större. Vid den nyanlagda Drottninggatan nummer 6 uppfördes 1641 ett stenhus som beställdes av hovremsnidaren Hans Herman. Då hade Stockholms stadsplanering just tagit sin början på Norrmalm. Innan dess fanns här ett oplanerat virrvarr av gator, gränder och kvarter. Bebyggelsen bestod huvudsakligen av trähus, bara ett tiotal stenhus existerade. Allt revs eller flyttades.
Längre in i kvarteret vid Fredsgatan (dagens nr 6) byggde sadelmakaren Simon Juterbock (1602–1681) också ett stenhus som stod färdigt 1640. Det är efter honom som hela hörnbyggnaden uppkallas idag som Sadelmakarens hus. Under årens lopp byggdes fastigheten ut och om i flera omgångar och 1822 slogs den samman med hovremsnidaren Hans Hermans hus vid Drottninggatan. Ägare var grosshandlaren i vin och spirituosa, Johan Cederlund, känd för punschen som bär hans namn. Cederlund hade här sin bostad, butik och lager. Vid den tiden började Drottninggatan ta över rollen som stadens affärsgata från Västerlånggatan i Gamla stan.
År 1851 höjdes gaveln mot Fredsgatan, samtidigt moderniserades båda gatufasaderna med klassicerande gipsornament. 1873 sålde Cederlund fastigheten. Åren 1919 till 1924 utfördes en större ombyggnad efter ritningar av arkitekt Carl Åkerblad då byggnaden fick sitt nuvarande utseende. Stommen och källarvalven är dock bevarade från byggnadstiden. Fastigheten förvärvades av staten 1967 och byggdes om 1994–1995 för Regeringskansliet, samtidigt förklarades byggnaden som statligt byggnadsminne. Huvudentrén är från Fredsgatan 6 och leder till lokaler för Miljödepartementet och Utrikesdepartementet. Ägare är svenska staten genom Statens Fastighetsverk.

### Historiska bilder

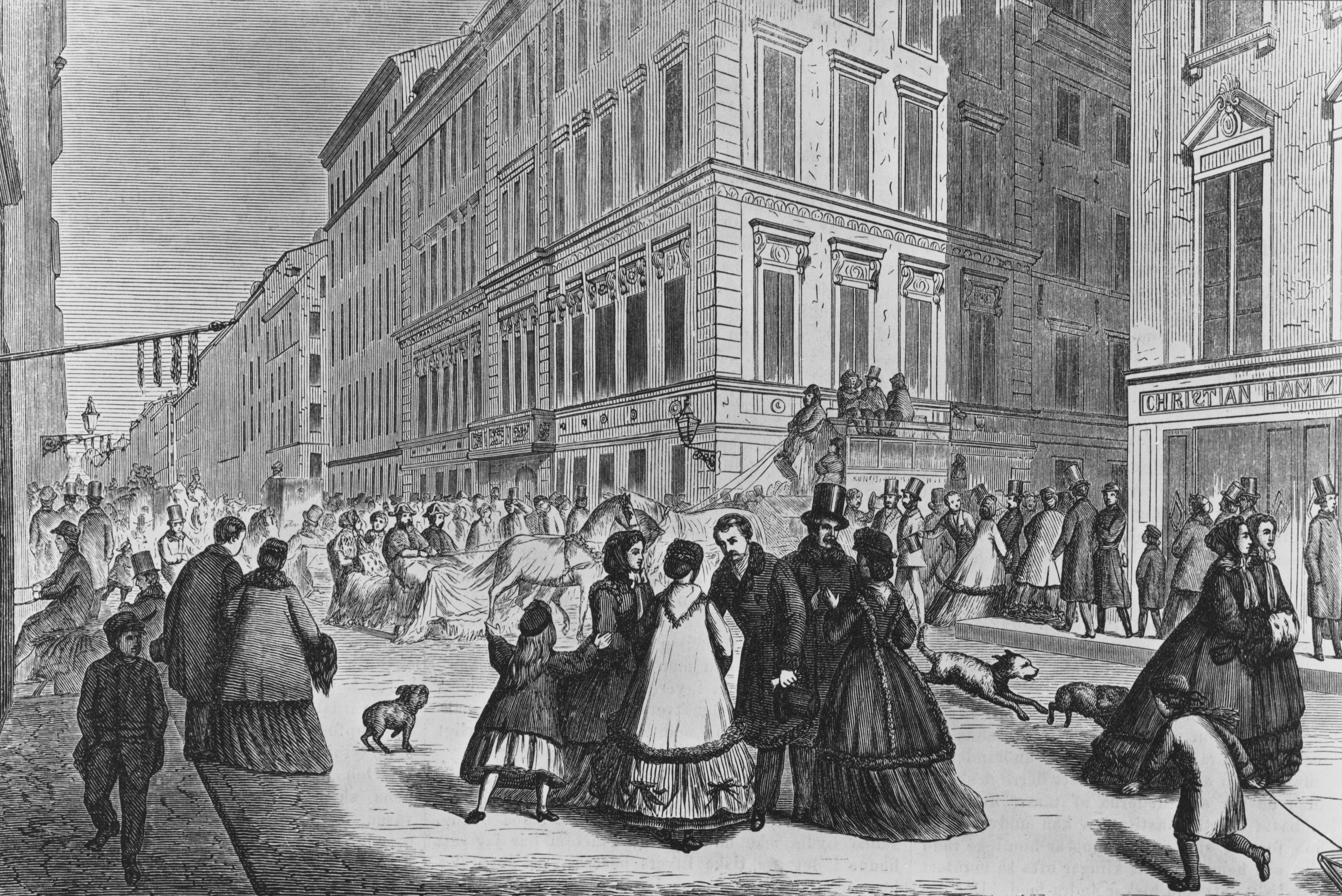
Drottninggatan norrut vid hörnet med Fredsgatan på vintern 1867.
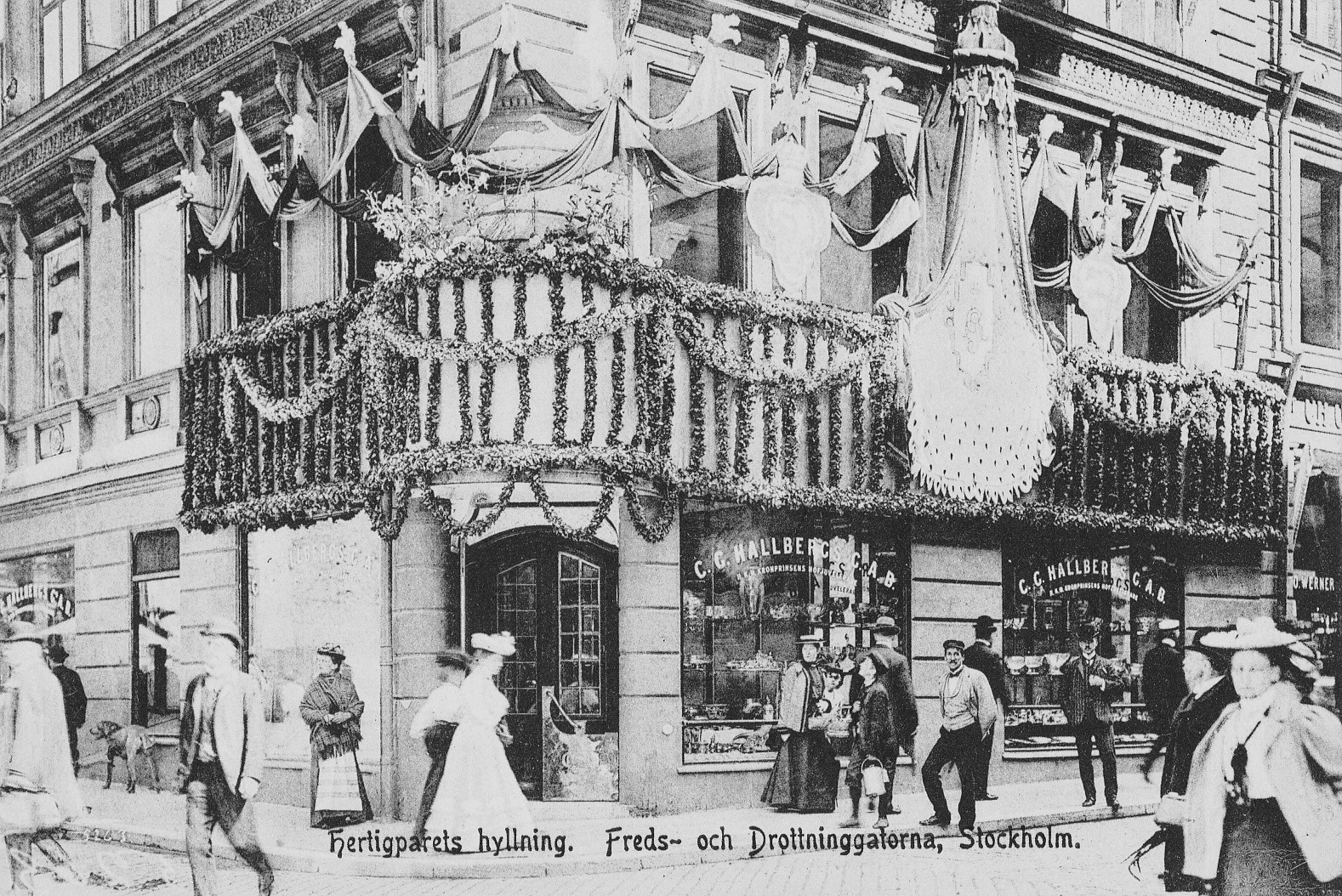
Hörnet Fredsgatan / Drottninggatan festligt smyckat i juli 1905.
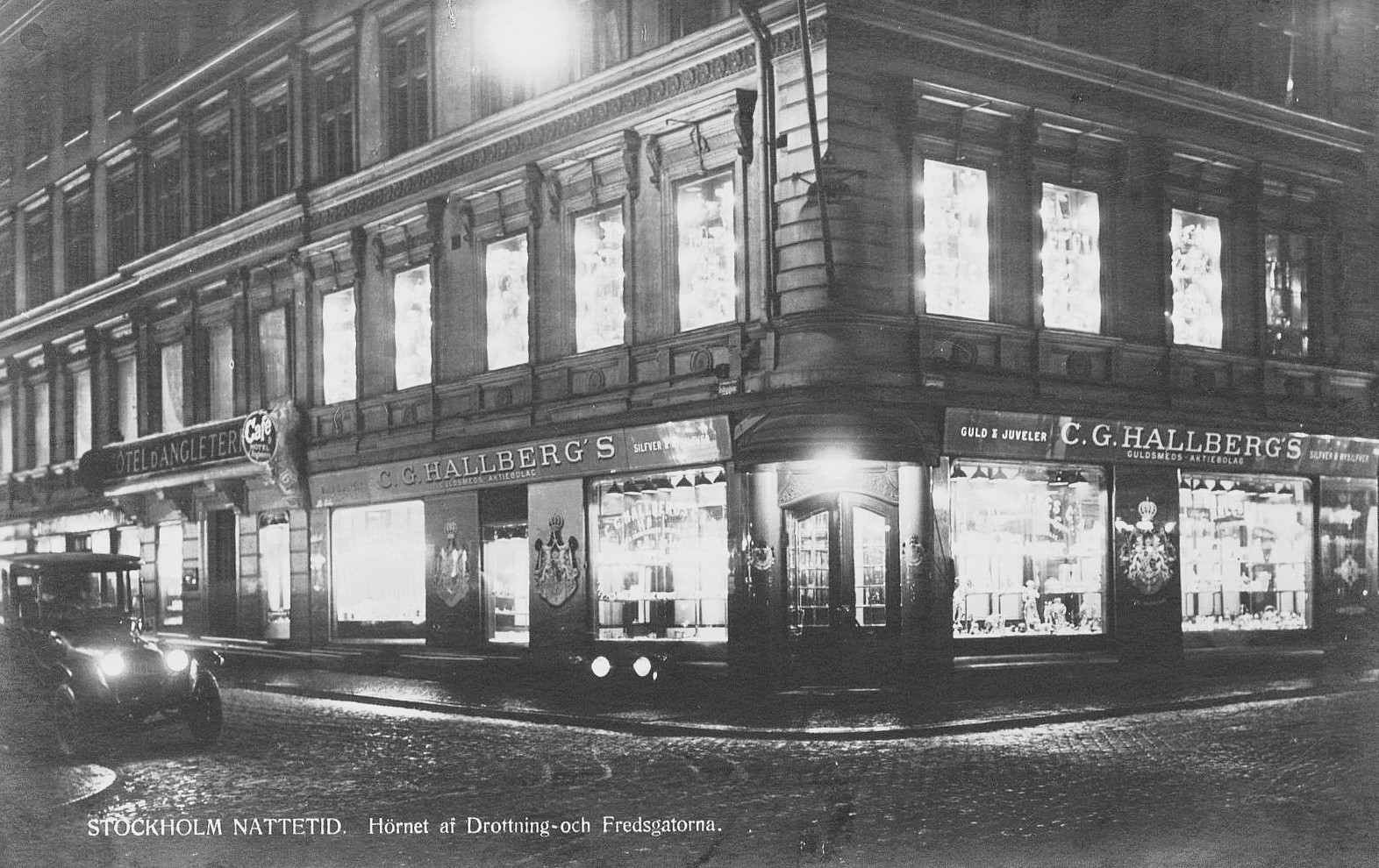
Hörnet Drottninggatan / Fredsgatan på 1910-talet med C.G. Hallberg's och Hotel d'Angleterre (till vänster).
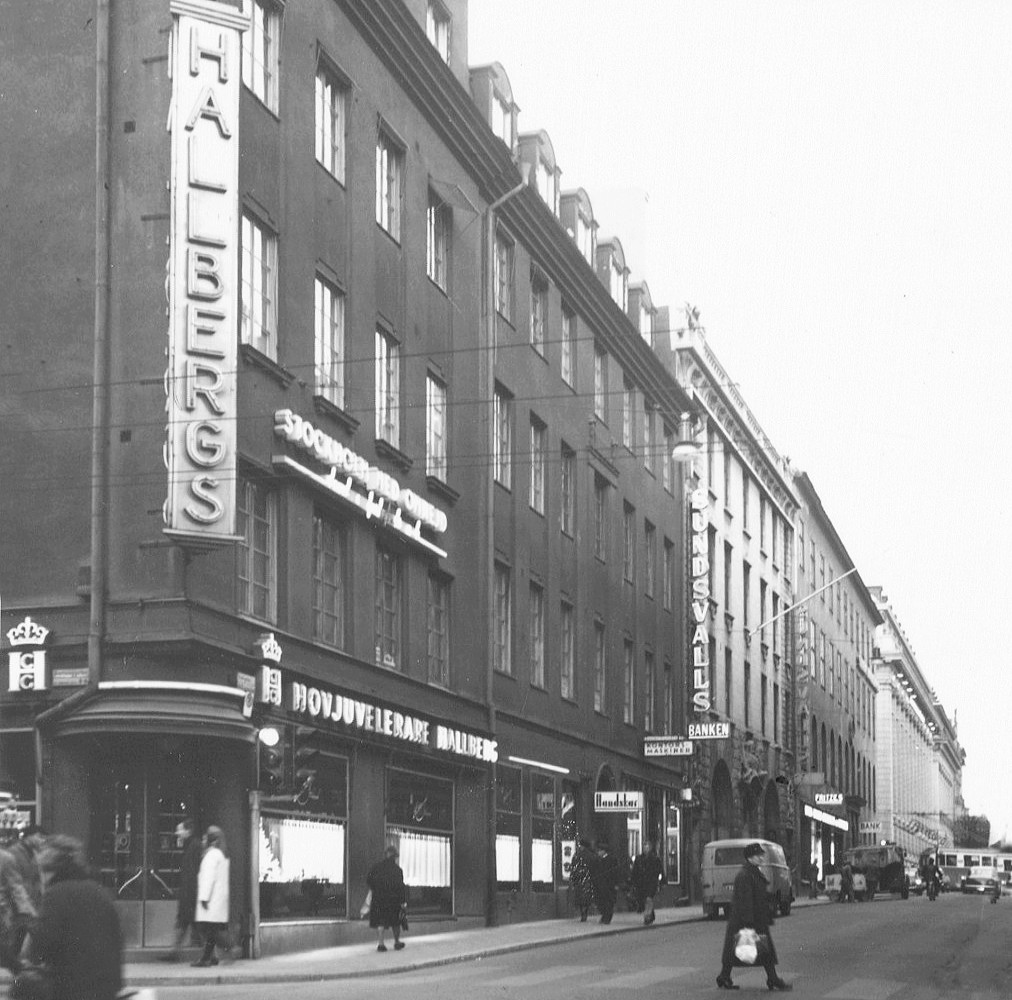
Fredsgatan österut 1963 med Sundsvalls Enskilda Bank i bakgrunden.

## Verksamheter (urval)
- År 1882 hade hattfabrikören Adam Frans Bodecker sin hattbutik vid Fredsgatan 6 som leddes av sonen Oskar. Verksamheten fanns kvar fram till 1969 då firman gick i konkurs.[2]
- När kanslirådet Carl Friedrich Eckleff ägde huset på 1700-talet låg i gathuset Drottninggatan nr 6 den välkända Källaren Kejsarkronan som öppnade här 1728 och flyttade 1779 till Gamla stan.[3] På 1770-talet blev Kejsarkronan stamlokal för bland andra Carl Michael Bellman, Carl Israel Hallman och Olof Kexél.
- År 1860 öppnade C.G. Hallbergs Guldsmedsaktiebolag sin rörelse här. Deras paradaffär med ingång från hörnet kom att existera långt in på 1960-talet.
- Mellan 1890 och 1918 hade Hotel d'Angleterre sin verksamhet i huset vid Drottninggatan. Den 1 oktober stängde det välkända hotellet för att lämna plats för Hallbergs utökning.[4]
- Sedan år 2000 finns åter igen en krog med denna adress: engelskinspirerade Pickwick Restaurang & Pub.[5]

### Nutida bilder

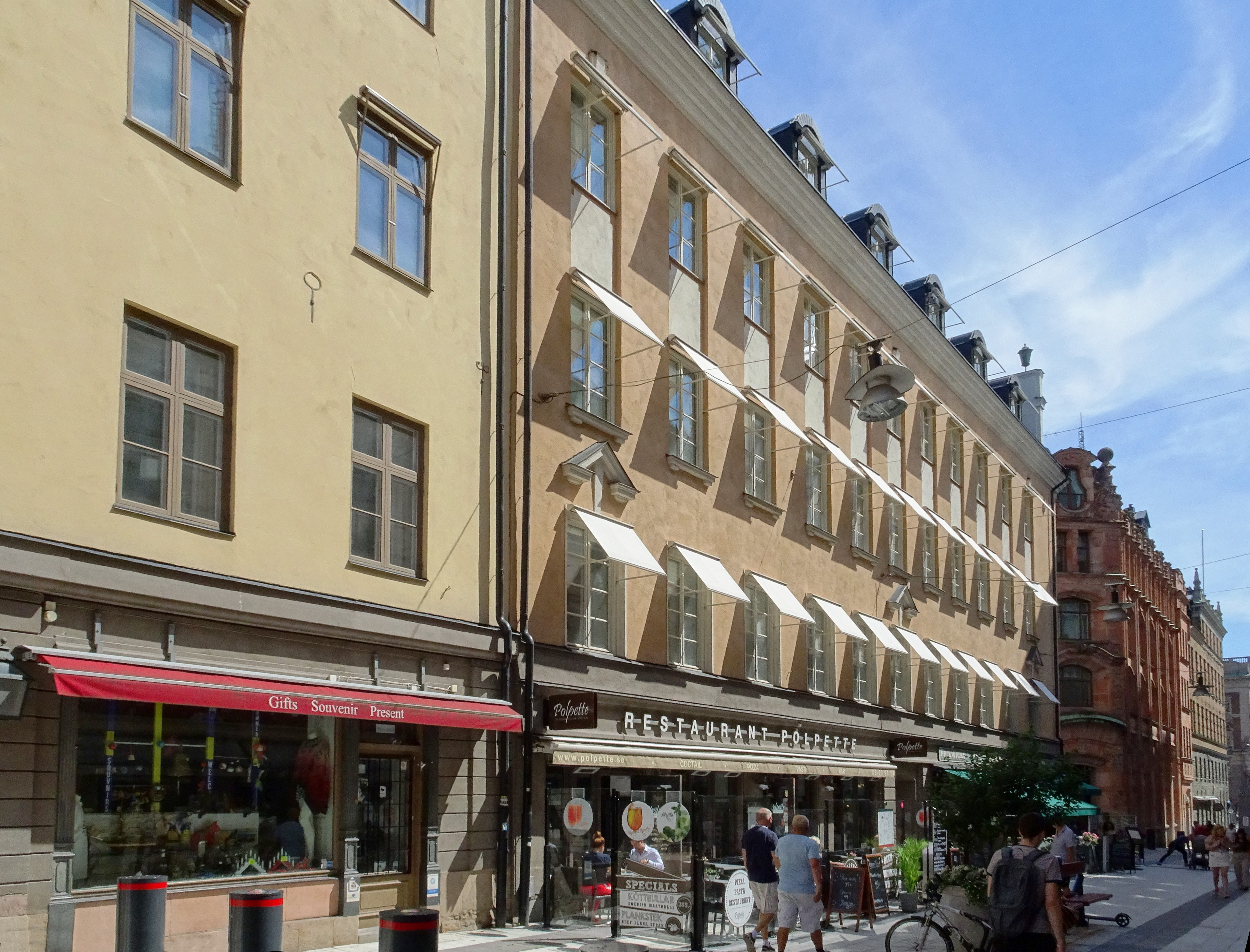
Fasad mot Drottninggatan, vy söderut med Kanngjutarmästarens hus längst till vänster.
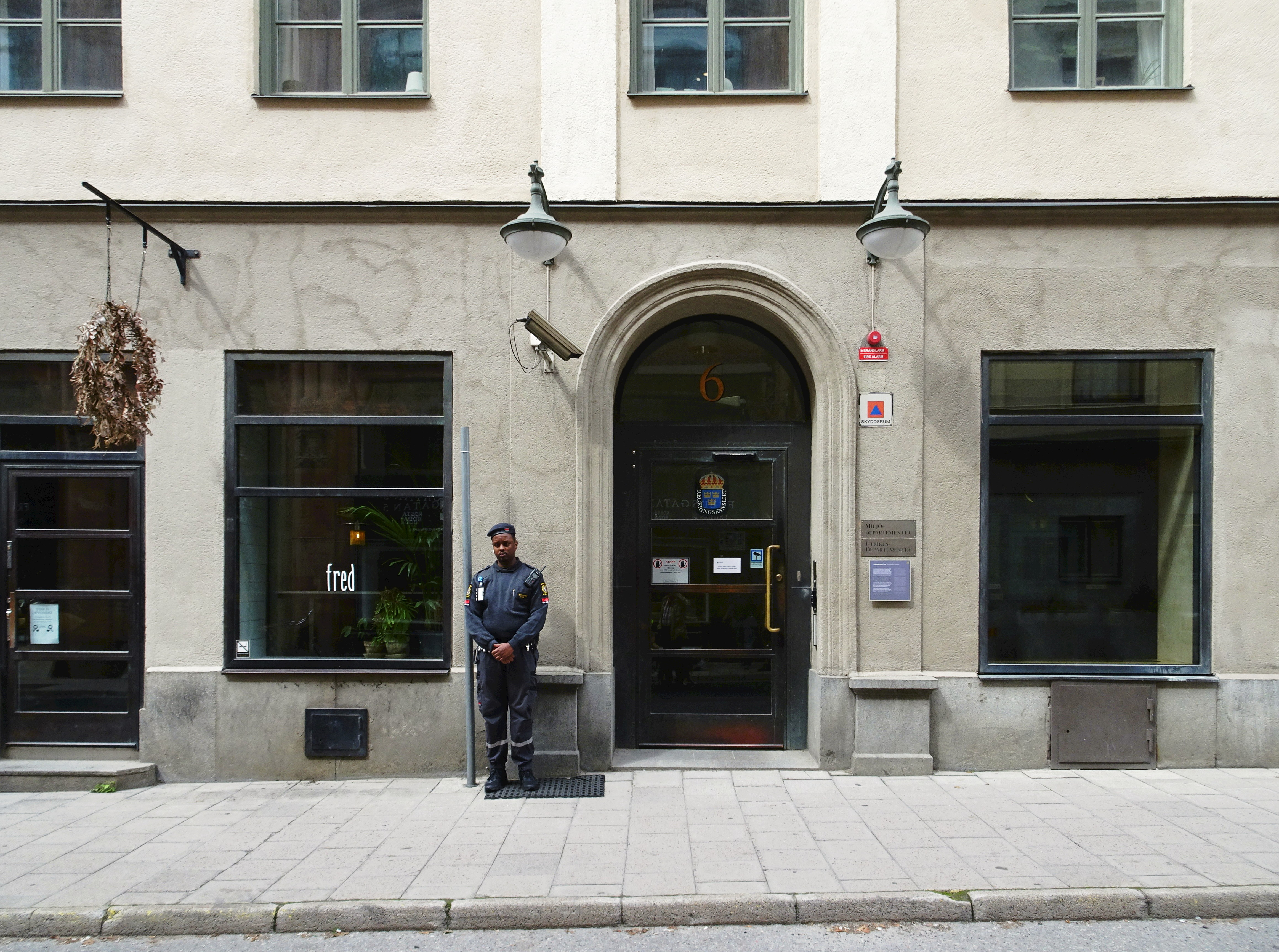
Fredsgatan 6, huvudentrén till Regeringskansliets lokaler (Utrikes- och Miljödepartementet).
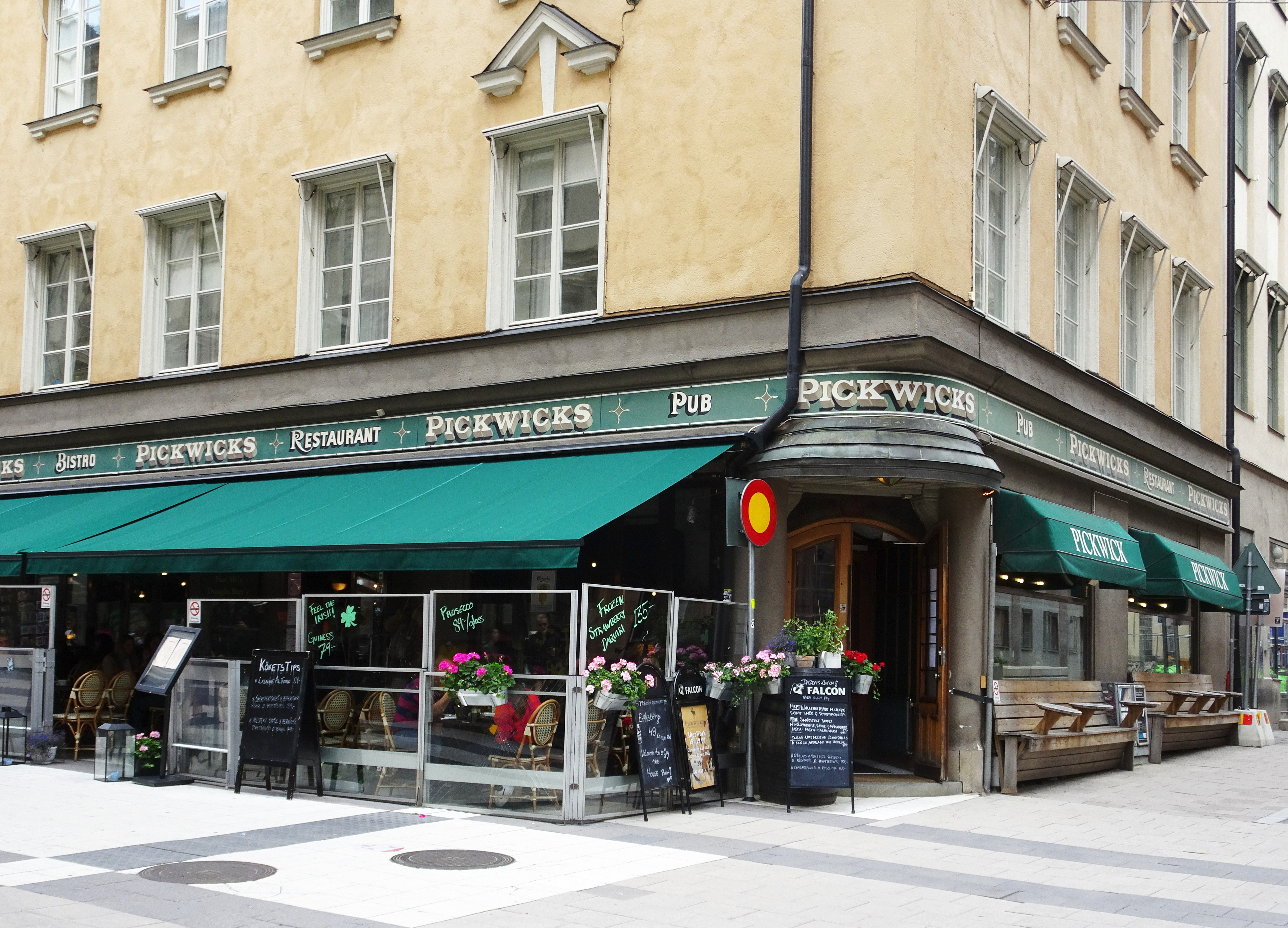
Här hade Källaren Kejsarkonan och senare Hallbergs Guld sina lokaler, idag Pickwick Restaurang & Pub.
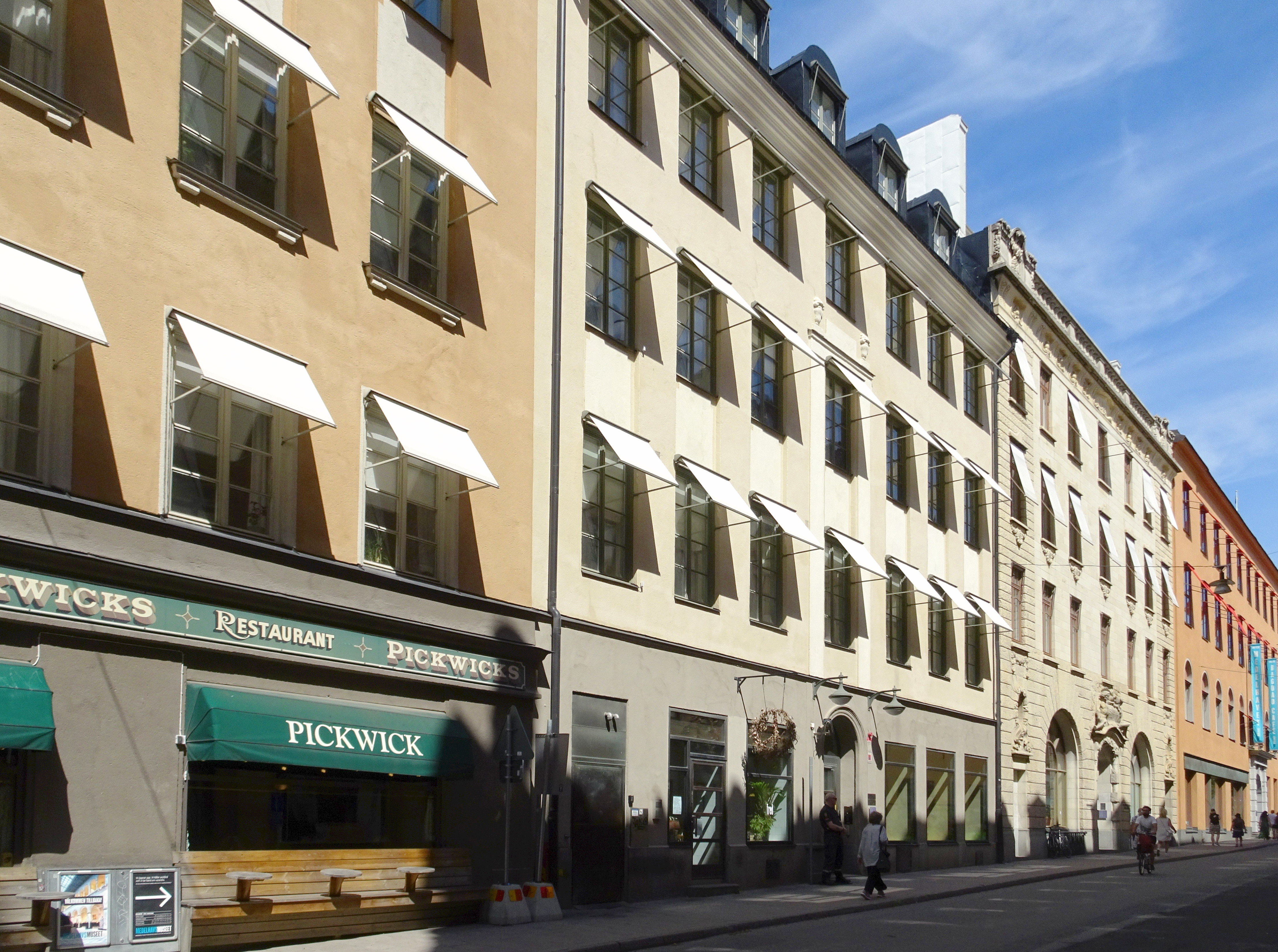
Fredsgatan österut med före detta byggnaden för Sundsvalls Enskilda Bank i bakgrunden.